# Hillel ben Samuel
Hillel ben Samuel (* um 1220; † um 1295) auch Hillel von Verona oder Hillel von Forlì genannt, war ein während des späten 13. Jahrhunderts in Italien wirkender Arzt und philosophierender Theologe. Er setzte sich kritisch mit averroistischen Ansichten seiner Zeit auseinander, trat zwar im Maimonidesstreit für die säkulare Bildung ein, bekämpfte aber (wie die zeitgenössischen Scholastiker, deren Werke er teilweise kannte und auch übersetzte) zugleich den Averroismus als Gefährdung der Religion.
Sein Buch tagmule ha-nefesch („Vergeltungen der Seele“) steht z. T. unter direktem Einfluss von Schriften des Dominicus Gundissalinus und kritisiert vor allem die averroistische Lehre vom aktiven Intellekt.